# South Village
O South Village é um bairro no distrito de Manhattan, Nova York. A região é conhecida por sua tendência residencial. A arquitetura de suas construções são determinadas pelo cortiço empregado na maioria dos edifícios de apartamentos, característica comprovada através da herança deixadas pelos imigrantes ítalo-americanos da região e sua classe trabalhadora.

## Localização
O South Village é delimitado pela rua 4 Oeste e pelo Washington Square Park, ao norte. Avenida dezessete e rua Varick, no oeste. Canal Street, no sul, e avenida Broadway no leste.

## História
Originalmente foi o lar de muitos comerciantes no início do século XIX. Já no final do mesmo século passou a ser ocupado por muitos imigrantes, principalmente vindos da Itália. Os imigrantes italianos construíram suas próprias paróquias, cujo objetivo era distingui-los dos seus vizinhos protestantes no lado norte do Washington Square Park (em Greenwich Village), além dos seus vizinhos irlandeses do sul. Até o final do século XIX, os italianos eram maioria em relação aos irlandeses na região, mas não foram preeminente na hierarquia da igreja local, especialmente na paróquia de São Patrício. Em resposta, a comunidade ítalo-americana do South Village construiu a Igreja Nossa Senhora de Pompeia e a Igreja Santo Antônio de Pádua, que definiu a linha dos edifícios religiosos da região.

## Lugares e atrações importantes

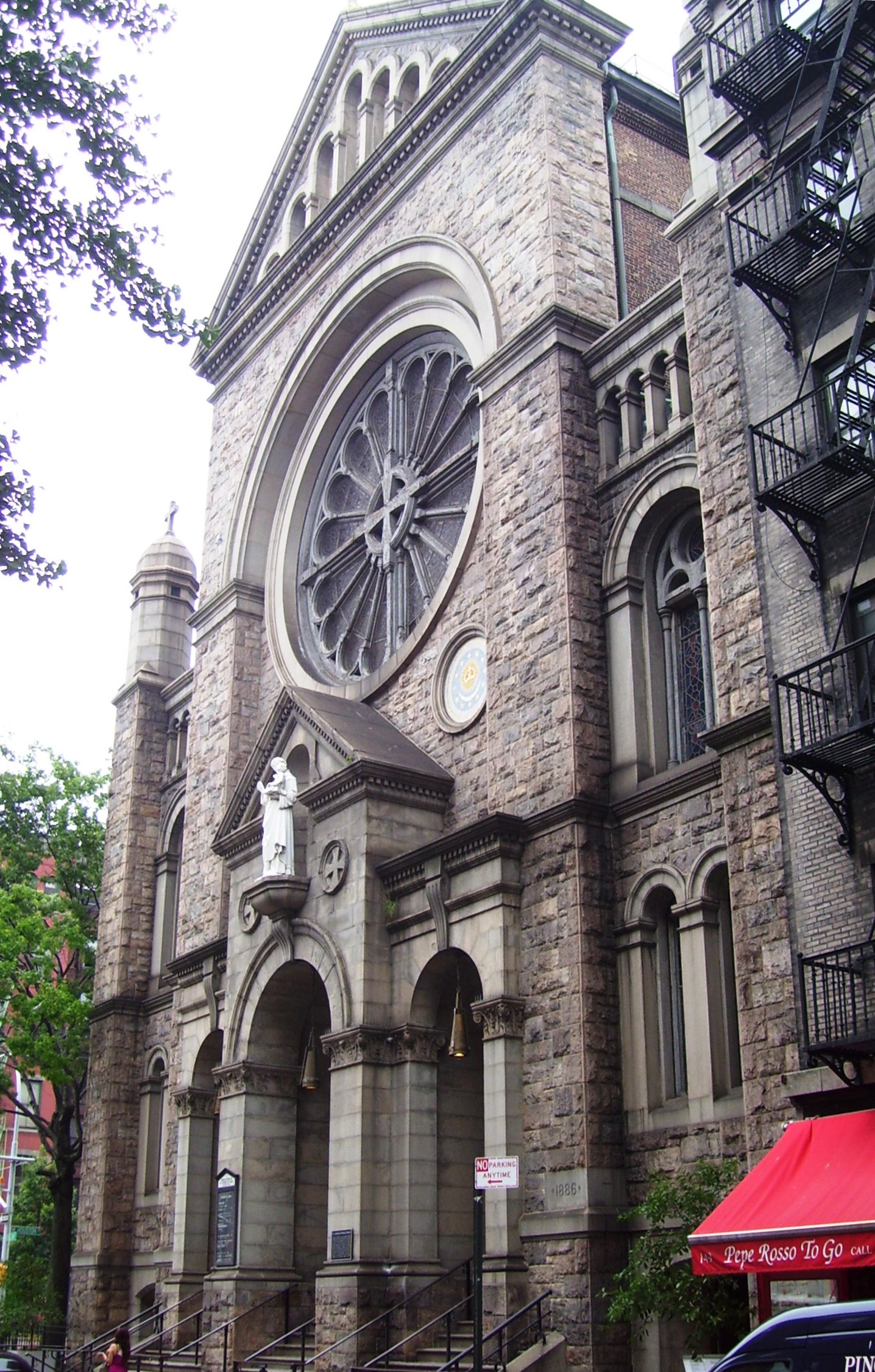
A Igreja Santo Antônio de Pádua

- Father Demo Square
- Our Lady of Pompeii Church
- Greenwich House
- Provincetown Playhouse
- San Remo
- The Bitter End
- Caffe Cino